# Villacarrillo
Villacarrillo è un comune spagnolo di 11 021 abitanti situato nella comunità autonoma dell'Andalusia.

## Geografia fisica
Il territorio comunale è attraversato dai fiumi Guadalimar a nord e Guadalquivir a sud.